# Paracelsus
Paracelsus, vlastním jménem Philippus Aureolus Theophrastus Bombastus von Hohenheim, (1493 Einsiedeln – 24. září 1541 Salcburk) byl alchymista, astrolog a lékař, který učinil několik důležitých objevů a předznamenal vznik novodobého lékařství. Jméno Paracelsus přijal během života, aby vyjádřil své přesvědčení, že má větší schopnosti než uznávaný dávný římský lékař Celsus. Pro své reformy medicíny bývá nazývaný Lutherem mezi lékaři.
Paracelsus byl mnohovrstevnou osobností nepřevoditelnou na jediný aspekt. Nebyl jen pouhým lékařem, ale také alchymistou, přírodovědcem a empirikem. Učil se od vesnických kovářů, rozuměl problematice lovu a rybolovu, naučil se rozpoznávat zaříkávání a zažehnávání. Uznával, že nemoci zvířat a jejich léčba mají analogii v léčení lidí, čímž byl ve své době revoluční. Od horníků se také učil o nemocech kovů. Lidová moudrost ho fascinovala a vážil si jí jako zdroje užitečných informací, což se odráží i v tom, že jeho dílo je protkáno folkloristikou a obsahuje mnohé odkazy na démonologii a mytologii. Svým respektem vůči lidovým naukám se výrazně vymezoval vůči autoritě tradice.
Jeho styl vyjadřování byl těžko uchopitelný a značně inovativní. Používal vlastní neologismy a jako řečník působil až exaltovaně. V jeho vystupování se kombinovala žlučovitá, bojovná povaha s věcnou kritikou soudobé medicíny. Porozumění Paracelsovým názorům a spisům je ztíženo také jeho tendencí promítat do textů svá osobní zklamání. Pro své názory býval nezřídka podezříván z čarodějnictví a dokonce z ariánské hereze.

## Život
Paracelsus se narodil u Ďáblova mostu nedaleko švýcarského Einsiedelnu jako syn zemského lékaře Wilhelma Bombasta z Hohenheimu. Bombastové von Hohenheim byli šlechtickým rodem, který v poměrech 15. století zchudl podobně jako jiná šlechta, a hrad Hohenheim u Stuttgartu dali do zástavy. Paracelsův rodný dům v Einsiedelnu stál na poutní cestě do Santiaga de Compostela.
Po smrti matky v roce 1502 se otec se synem přestěhovali do Villachu v Korutanech. Otec tam působil jako městský lékař a docent na hornické škole na pozvání kupecké rodiny Fuggerů (Sigmund Fugger), která vlastnila měděné a stříbrné doly ve Schwazu a severně od Villachu v sídle zvaném Fugerrau. Při setkání se světem hornictví a hutnictví, kde se kupříkladu mluví o růstu zlata nebo o žilách kovu prostupujících horninu, získal Paracelsus zkušenost se živoucí říší nerostů. V hornictví se také setkal s lékařskou praxí, kdy sloučeniny arzénu uvolňované při zpracování rudy působí jako prudký jed, ale dají se z nich připravit i účinné léky. Do světa vysokých škol již vstupoval s ucelenou představou o světě. Otec mu byl celoživotním a vzpomínaným učitelem.

### Na vysokých školách a první praxe
Paracelsus byl nesmírně nadaným studentem. Studoval na celé řadě evropských univerzit (Tübingen, Wittenberg, Lipsko, Heidelberg, Kolín), první titul získal ve Vídni již v 17 letech. Na univerzitě ve Ferraře promoval na doktora obojího lékařství, tj. vnitřní medicíny a chirurgie. Studoval také u opata a učence Johanna Trithemia.
Velice kriticky přijímal spisy starých autorit (Hippokratés, Galén, Rhases, Avicenna). Jejich nauky byly na tehdejších univerzitách podávány jako doktrína a předávány z generace na generaci. Tvořily základ veškerého lékařství té doby. Paracelsus se kriticky stavěl k jejich precizní logice a namísto ní prosazoval zákony života tak, jak je odvodil ze zkušenosti. „Kdybych se byl sám neobrátil ke zkušenosti, staří lékaři by mne byli ponechali ve slepotě, nevidomého.“ Snažil se o poznání léčebných prostředků ve vztahu ke konceptu nového zdraví, které přichází po nemoci.

### Putování po světě
Paracelsova postava byla obklopena tajemností a nedobrou pověstí právě pro své tuláctví. Putoval především po venkově. Narážel na skutečnost, že jeden a týž lék někdy vyléčí a někdy selže. Jeho cestování bylo popřením akademického přístupu k lékařství, mnohdy se učil od lidí nízkého postavení, kteří svou moudrost získávali přímou zkušeností. Načerpané myšlenky a zkušenosti se snažil šířit celou Evropou. Praktikoval své nové postupy podle toho, kde byl žádán. Zaznamenával nebývalé léčebné úspěchy, čímž si získal vedle nadšených obdivovatelů také řadu odpůrců. Právě to bylo jednou z příčin častého a neúnavného cestování. Jeho mluva byla drsná a nevybíravá: „Lékař musí k nemoci jako kráva k jeslím.“
Cestoval do Svaté země. Přes Benátky, Apulii, Řecko a Egypt dorazil až do Palestiny, odkud se vydal přes Kypr, Rhodos, Konstantinopol a Balkán zpět do Benátek. O jeho cestách přes arabské území snad až do Indie prameny mlčí, a na půdu Asie a Afriky podle svých vlastních slov nevstoupil. Prošel mnoho zemí v Evropě včetně Anglie a Skotska, jako vojenský chirurg, lékař a ranhojič působil v holandských válkách. V roce 1517 byl jmenován osobním lékařem dánského krále Kristiána II. Později přešel do Ruska, byl v tatarském zajetí, utekl do Litvy posléze do Maďarska a v roce 1521 se vrátil do Itálie. V roce 1523 se vrátil do Villachu k otci.
V roce 1524 působil jako lékař v Salcburku. Zřídil tam laboratoř na alchymické zpracovávání přírodních látek k výrobě léků (iatrochemie). Téhož roku se postavil na stranu rolníků při selském povstání a v roce 1525 musel ze Salcburku uprchnout před zatčením.

### Basilej

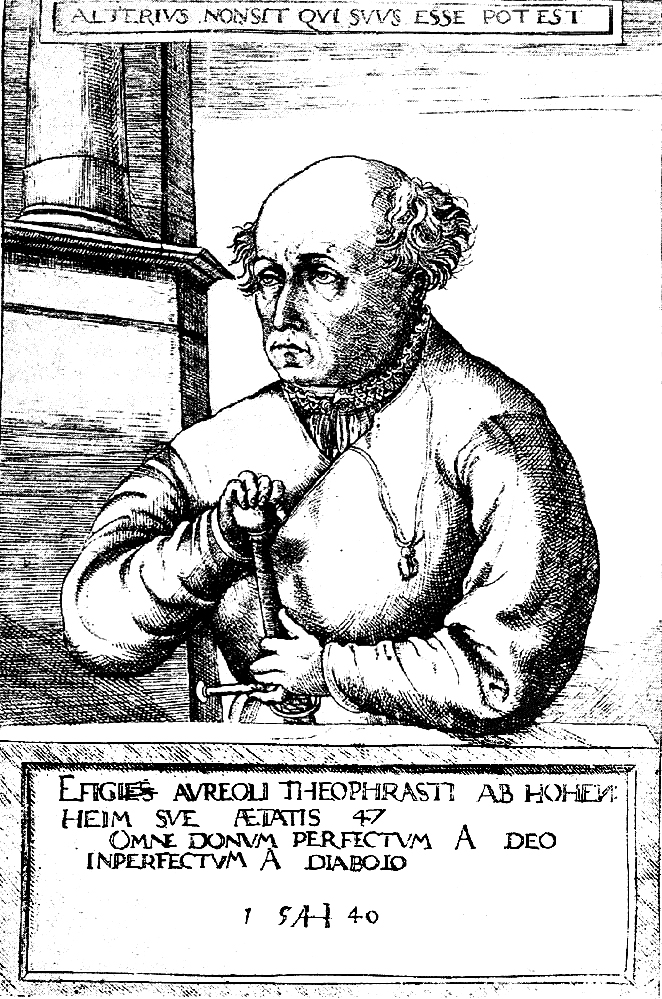
Paracelsus zobrazený s legendárním mečem

V Basileji získal úspěšnou léčbou slavného knihtiskaře Frobena věhlas. Zde se také setkal se slavnými osobnostmi tehdejší doby Erasmem Rotterdamským, jehož léčil ze dny, a malířem Holbeinem. Basilejská městská rada mu nabídla uvolněné místo po městském lékaři a docenturu na univerzitě. Avšak Paracelsus se na fakultě nepodrobil povinné disputaci ani nepředložil doktorské diplomy a fakulta mu zamezila přístup do posluchárny. Paracelsus nechal natisknout a rozšířit leták, kterým ohlásil své veřejné pravidelné přednášky, kde vysvětlí své reformní názory. V nich vytýkal medicínským autoritám fakulty a města, že nekriticky papouškují názory Avicenny, Rhazese (Rází) nebo Galéna (Hippokrata jako autoritu nadále uznával) a přivádějí své nemocné do záhuby. Jejich knihy pak na sv. Jana roku 1527 spolu s některými radikalizovanými studenty spálil. Přednášel v němčině, jako v jazyce neučeném. Ostře se vymezoval oproti latině jako vědeckému jazyku, kterým se neznalým pacientům může podsouvat kdejaká lež. To také dokládá skutečnost, že se s univerzitním prostředím nikterak nesžil. Známým Paracelsovým pomocníkem byl tehdy Johannes Oporinus.
Své útočiště v Basileji mohl nadále opírat o městskou radu, která mu vyhověla v jeho žádosti o dohled nad léky a recepty, které městští lékaři a lékárníci předepisovali. Kontrola cen a kontrola nad dohodami lékařů a lékárníků zapříčinila veliký tlak na Paracelsovo vytěsnění z města.
Mezi srpnem a zářím se objevila posměšná básnička promlouvající k Paracelsovi ústy Galéna nazvaná Manes Galeni. Paracelsus žádal městskou radu o vyšetření, kdo za textem stojí. Vyšetřilo se jen to, že pamflet napsali tři jeho studenti, což Paracelsus vnímal jako největší zradu. Temperamentnímu Bombastovi ležela tato událost dlouhá léta v žaludku.
V roce 1528 prohrál soudní spor o výši honoráře vedený proti kanovníkovi Corneliovi von Lichtenfels a velmi kriticky a nevybíravými slovy se ohradil proti obvinění z nedodržování obvyklých metod lékaře, které vznesl soudní dvůr. To ho málem stálo pobyt ve vězení a možná i život, kdyby nebyl včas varován a potajmu Basilej neopustil. Zjistil, že setrvačnost starých pořádků je větší, než předpokládal.

### Léčba syfilidy

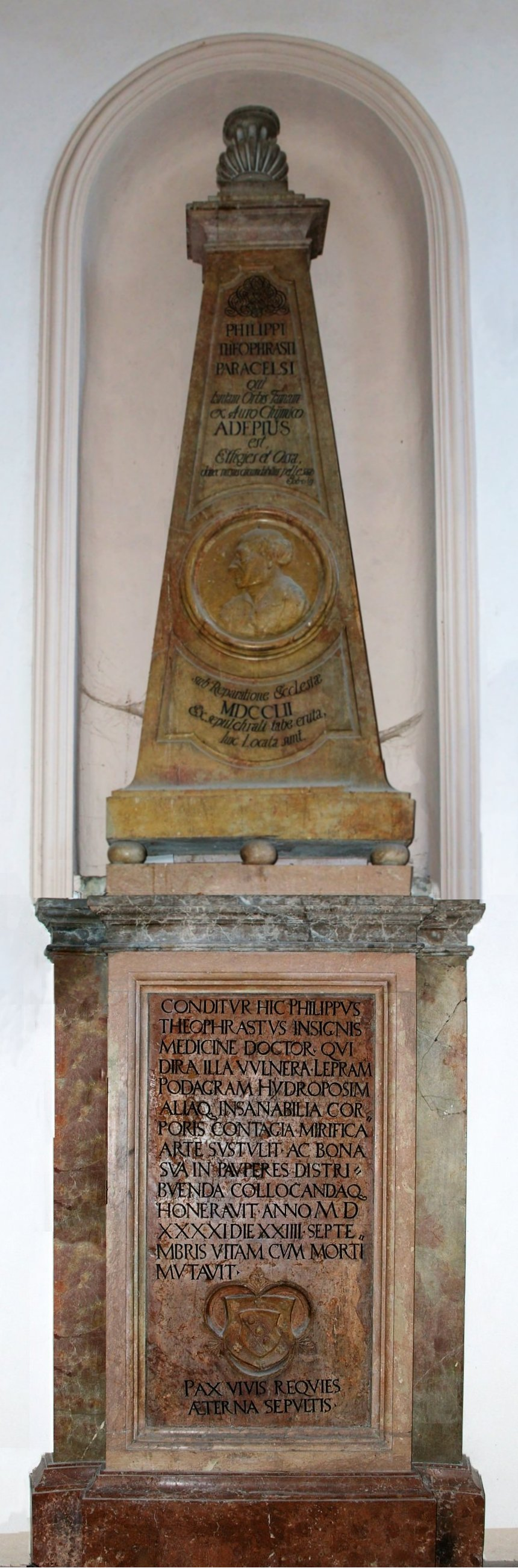
Náhrobek v Salcburku

V Norimberku roku 1529 měl tak výrazné léčebné úspěchy, že nalezl vydavatele, který našel odvahu publikovat jeho dva rukopisy o syfilidě. Vydání třetí knihy bylo městskou radou na popud Fuggera zakázáno, neboť se záporně vyjadřovalo o účinnosti guajakového dřeva při léčbě syfilidy, což poškozovalo Fuggerovy obchodní zájmy coby dovozce zmíněného artiklu. Paracelsus poukázal na účinnost vnitřně podávané rtuti v přesně odměřených dávkách. V této souvislosti se Paracelsovi připisuje devíza, že jed od léku odlišuje pouze podávané množství.

### Pobyt na Moravě
V letech 1536 až 1538 pobýval Paracelsus v Moravském Krumlově a léčil Jana III. z Lipé. Zde také dokončil svou knihu O tartarických onemocněních a psal doslov ke knize Astronomia magna. Jeho odchod z Moravského Krumlova je připisován oslepnutí maršálkova syna Pertolda neúspěšnou léčbou a smrti Jany z Perštejna, manželky Jana III. ze Žerotína. V roce 1537 údajně pobýval v Kroměříži, kde měl mít i svou alchymistickou dílnu. Je také doložen dopis vyhlašující po Paracelsovi pátrání (zde uváděn jako lékař jménem Euffrastus) a patrně ve Znojmě došlo k nějakému soudnímu vyrovnání. Později Paracelsus putoval přes Bratislavu do Vídně.

### Konec života
Do završení života v roce 1541 v Salcburku vedl potulný život a pod záštitou různých mecenášů sepisoval svoje dílo. O Paracelsově smrti kolovaly různé pověsti. Spekulovalo se o tom, že jej otrávili jeho nepřátelé. Podle jiných verzí zemřel jako alkoholik, spadl ze schodů, případně že byl ze schodů shozen na objednávku salcburských lékařů. Jiná legenda vypráví, že zemřel rukou svého pomocníka, který se tak chtěl zmocnit elixíru života. V letech 1811 a 1960 byly jeho pozůstatky podrobeny zkoumání a prokázalo se rozbití lebky na levém spánku, avšak pravděpodobně ještě za jeho života. Všeobecně se má za to, že Paracelsus zemřel na rakovinu nebo cirhózu jater způsobenou trvalým kontaktem se rtutí či arzénem.
Byl pochován na hřbitově chudých a později přenesen do vedlejšího kostela sv. Šebestiána a jeho hrob byl opatřen náhrobní deskou. Téměř všechna důležitá díla byla zveřejněna až po smrti. Existuje řada pseudoepigrafů, které psali mistrovi žáci.

## Lékař a filosof
Paracelsus přišel s novou doktrínou o nemocech, pro něž nebyly v medicínské myšlenkové konstrukci starých lékařů nebo scholastické tradici pojmové předpoklady. Jeho hlavní výtku proti tradiční medicíně lze vyjádřit jako absenci obrazotvornosti v léčbě. Dával nemocem nová jména, zcela nově je klasifikoval jak podle příčin (entia), tak podle projevů. Rovněž prosazoval myšlenku, že znalost je zkušenost. Při stanovení povahy nemoci a její léčby spojoval filosofii, chemii, botaniku, mineralogii a astronomii. Přiklonil se k antickému názoru, že člověk je mikrokosmem a v lidské kůži je uzavřeno vše, co je pod oblohou. Jeho pohled na svět mu dovoloval pracovat se signaturami rostlin i nerostů, které vede ke srovnávání bylin a nemocí podle podobné anatomie a tvaru. Vidí spřízněné podstaty sil (z hvězd a živlů), jejichž zdraví je analogií zdraví člověka, a jejich léčebné procesy jsou analogií léků. Zdroj mnoha nemocí hledal vně člověka. Lékař a lékařství se podle jeho názoru zabývaly siderickým a živelným tělem. Tyto neortodoxní názory jej přivedly do konfliktu s lékárníky a lékaři. Léčil choroby léky, v nichž byly tyto choroby ve zředěné formě obsaženy. V roce 1534 léčil ve městě zasaženém morem tak, že použil špetku výkalů pacienta a přimísil jej do chleba. Navrhl řadu amuletů, které překračují rámec medicíny ve spojení s magií, čímž si vysloužil pověst čaroděje.
Důvěřoval „skrytým silám přírody“, které vyléčí každou nemoc samy svým přičiněním. Naopak jedovatě napadal mnoho soudobých léčebných praktik a poškleboval se tišícím lékům, nálevům a balzámům, které neřešily příčiny nemocí. Prosazoval léčbu ran drenáží, jako prevenci proti infekci a následné amputaci.

### Nauka o entitách
Paracelsus rozdělil nemoci do pěti entit – možných důvodů nemoci:
- Ens astrale (příčina kosmická) – nemoci vyvolané zcela vnějšími vlivy jakou jsou hvězdy, klima, geologie
- Ens veneni (příčina v jedu) – nemoci vlivem endogenních a exogenních toxinů
- Ens naturale (příčina v přirozené konstituci) – nemoci ovlivněné vrozenými dispozicemi nemocného – genetická konstrukce, ale i interakce lidské přirozenosti a hvězd, síly elementů, analogie s makrokosmem
- Ens spirituale (příčina duchovní) – psychosociální a psychosomatické vlivy, mezi něž patřila i magie, která rámovala Paracelsovu realitu.
- Ens dei (příčina božská) – tato příčina má metafyzickou povahu, je očištěním sesílaným prostřednictvím Boha nebo je jeho znamením.

Na průběhu nemoci se mohou podílet všechny entity. Paracelsus vycházel též z předpokladu, že tělo a mysl se navzájem ovlivňují.

### Mikrokosmos v těle
Pro Paracelsa každá část těla náležela k nějakým nebeským regionům, „astrum in corpore“. Člověka pojímá jako mikrokosmos, v lidském těle je vnitřní nebe (corpus firmamentum), které označuje za sydus nebo astrum. Stejně jako člověk poznává a dělí kosmický svět, lze i na lidské tělo analogicky aplikovat kosmickou terminologii (např. východ, západ, v lidském těle jsou póly; mléčná dráha – galaxa – prochází břichem). V lidském těle jsou ascendenty a konjunkce. Praktické použití léků je také řízeno hvězdami. „Co tedy náleží mozku, přivádí k mozku Luna; co patří slezině, přivádí ke slezině Saturn…“ Stejně tak názvy nemocí se musí uvádět do vztahu k astrologii. Vnější nebe a vnitřní nebe jsou na sebe navzájem převoditelné, stačí poznat jedno z nich a dá se usoudit na to druhé. Složky mikrokosmu a makrokosmu musí být v zájmu zachování zdraví v harmonii. Tento pohled umožňuje porozumění člověku a jeho zdraví. Zde je evidentní vliv hermetické myšlenky. Hledal talismany proti nemocem pro lidi narozené v různých znameních zvěrokruhu, přičemž kladl velký důraz na minerály, a po alchymii chtěl, aby se místo tvorby drahého kamení raději zabývala jeho využitím k léčení. Astrologii zavrhoval jedině tehdy, pokud byla spojená s pověrou.

### Princip imaginace při léčbě
„Nestačí rozřezat tělo jako když sedlák zkoumá žaltář.“ V díle Labyrinthus medicorum označuje slovem „anatomea“ cosi jako analýzu. Říká: „Magica je anatomia medicinae … a tak magica rozkládá všechna corpora medicíny.“ Anatomie je však pro něj také cosi jako vzpomínka na původní, vrozené vědění člověka, jež se mu zjevuje skrze lumen naturae. Toto světlo přírody (přirozenosti) také představuje soulad lidského mikrokosmu s makrokosmem či přírodou a je ovlivňován neviditelnými kosmickými silami – arkány. Paracelsus jim dává svérázná pojmenování mnohdy odvozená z kombinace lidové mluvy a alchymie.
Jako Iliaster (též Eliaster nebo Iliadum, pravděpodobně HÝLÉ – látka, ASTRUM – hvězda) označuje princip života ve spojitosti s nesmrtelností. Jako léčivý prostředek (balzám) oddalující rozklad a hnití má analogii v alchymistickém duchu Merkuriovi. Tento princip je vlastní každému tělesnému orgánu a nazývaný jako duch Archeus udržuje jejich funkci a smysl. Vedle tohoto duchovně dynamického principu organické konzistence bytosti a potažmo veškerého bytí se objevuje tzv. Aquaster. Svou vlhkou přirozeností je principem duše látkové povahy tak, že uvádí věci do pohybu. Tvůrčí formující sílu, která uvádí do života individuální stvoření označuje Paracelsus jménem Ares. V krvi jako sídle duše bytuje meluzína. Kouzelná bytost pocházející z lidového folklóru byla původně vodní bytostí a její varianta v pozdní renesanci označovala ducha Merkuria (rtuti), klíčový fenomén pro poznávání podstaty života. Vysvobození této bytosti znázorňované jako hadí panna nazývali alchymisté nanebevzetím a korunováním Panny Marie jako výsledek touhy vodní víly po oduševnění a spáse. Jménem Filius regius označuje královského syna zajatého v mořské hlubině. Není však v materii uvězněn nějakým hříšným pádem, jak fenomén pojímá křesťanská patristická tradice, ale je králem, který si žádá vysvobození, aby byl korunován diadémem (rex coronatus). C.G.Jung spatřuje v arkánech archetypálně popsaný psychický proces individuace.
Pro Paracelsa měly všechny arkány konkrétní význam v léčebném procesu. Jako součásti alchymické procedury měly za cíl proměnu, uvolnění většího člověka, a na tomto principu koncipuje panaceu (všelék). Pojem proměny iliasteru například souvisí s detoxikací organismu.

### Alchymie
Zatímco Paracelsus odmítal některé antické autority jako byli Rhazes, Avicenna nebo Galén, jiné alchymistické autority (Morienus, Hermés, Archeláos) upřednostňoval. Odmítal též magické koncepty a teorie Agrippy z Nettesheimu a Nicolase Flamela. Alchymie pro něj znamenala především hledání léků, oddělování nečistých látek od čistých a nalézání užitečných vlastností látek. Svůj postoj k dobovým trendům vyjádřil takto: „Mnozí si myslí, že alchymie slouží jen pro výrobu zlata a stříbra. Pro mě to není cílem, její ctnost a síla spočívá v lékařství.“ Hlubší pochopení vyjadřuje v názoru, že prostřednictvím alchymie se i lékař stává zralým.
Svou léčbou syfilidy se výrazně dotkl oblasti, kterou se dnes zabývá toxikologie. Popsal příznaky různých nemocí, které se snažil léčit pomocí minerálů (např. štítnou žlázu), poukázal na účinnost vnitřně podávané rtuti. Prosazoval, že takzvanou nemoc horníků (silikózu) způsobuje vdechování výparů kovů a není trestem nazlobených duchů hory.
Použil označení „zinek“ pro prvek okolo roku 1526. Jméno založil na německém slově zinke, což je označení pro tvar krystalů při tavení. Zinková mast uváděná v jeho receptáři měla ošetřovat kůži. Poprvé použil slovo alkohol ve smyslu, v jakém jej používáme dnes. Destilaci vína pojmenoval termínem alcool vini jako označení pro konzistenci látky.
Získával reakcí železa s kyselinou sírovou plyn, který nazval „hořlavý vzduch“. Šlo o vodík vznikající podle rovnice: Fe + H2SO4 → FeSO4 + H2.

### Laudanum
Laudanum (z lat., střední rod, 2. pád laudana) bylo Paracelsovým tajným lékem, prostředkem pro pozvednutí nálady nevyléčitelně nemocných. Tradovalo se, že je přechovával v jílci meče, který nosil při sobě a o němž šířil pověst, že je darem od kata. Podle svědectví jeho žáka Oporina „Laudanem nazýval pilulky ve formě myšího trusu, jež podával v různém množství při nemocech v největší nouzi.“ Paracelsovo laudanum byla látka na bázi opia. Termín se brzy vžil pro tinkturu: směs opia a koření rozpuštěnou v alkoholu, oblíbenou v Evropě i v zámoří až do první poloviny 20. století.

## Odkaz
Existuje několik internetových obchodů, které se svým obsahem a názvem vztahují k Paracelsovi.

## Dílo
- Velké ranhojičství. Ulm 1536.
- Liber Paramirum
- Herbarius
- Knihy o tartarických onemocněních
- Knihy o dlouhém životě
- Archidoxis
- Liber Paragranum
- Knihy o otravách horníků
- Philosophia sagax (Astronomia Magna)
- Labyrint